# Christian Conteh
Christian Joe Conteh (Hamburg, 27 augustus 1999) is een Duits-Ghanees voetballer die doorgaans speelt als linksbuiten. In juli 2024 verruilde hij VfL Osnabrück voor Eintracht Braunschweig.

## Clubcarrière
Conteh speelde in de jeugd van TSV Concordia en kwam daarna in de opleiding van FC St. Pauli terecht. Bij deze club maakte hij zijn professionele debuut op 29 juli 2019. Op die dag werd gespeeld op bezoek bij Arminia Bielefeld. Na ruim een halfuur opende Conteh de score op aangeven van Mats Møller Dæhli. Uiteindelijk werd het nog 1–1 door een goal van Manuel Prietl.
In de zomer van 2020 maakte de Duitser de overstap naar Feyenoord, waar hij zijn handtekening zette onder een verbintenis voor de duur van vier seizoenen. Op 25 oktober maakte hij zijn officiële debuut in de uitwedstrijd bij RKC Waalwijk (2–2). Conteh speelde twee competitiewedstrijden in zijn eerste seizoen als Feyenoorder, beide keren als invaller. Hierop werd hij medio 2021 voor een jaar verhuurd aan SV Sandhausen. Die club besloot hem na een half seizoen weer terug te sturen naar Feyenoord. Na zijn terugkeer werd Conteh opnieuw verhuurd, ditmaal aan FC Dordrecht. In de zomer van dat jaar verhuurde Feyenoord hem opnieuw, nu aan Dynamo Dresden.
In juni 2023 werd zijn contract bij Feyenoord per direct ontbonden. Hierop tekende hij een contract bij VfL Osnabrück. Conteh verkaste een jaar later, nadat hij met Osnabrück gedegradeerd was, naar Eintracht Braunschweig.

## Clubstatistieken
| Seizoen | Club                   | Competitie        | Competitie | Competitie | Beker | Beker | Internationaal | Internationaal | Totaal | Totaal |
| Seizoen | Club                   | Competitie        | Wed.       | Dlp.       | Wed.  | Dlp.  | Wed.           | Dlp.           | Wed.   | Dlp.   |
| ------- | ---------------------- | ----------------- | ---------- | ---------- | ----- | ----- | -------------- | -------------- | ------ | ------ |
| 2017/18 | FC St. Pauli II        | Regionalliga Nord | 1          | 0          | —     | —     | —              | —              | 1      | 0      |
| 2018/19 | FC St. Pauli II        | Regionalliga Nord | 25         | 1          | —     | —     | —              | —              | 25     | 1      |
| 2019/20 | FC St. Pauli           | 2. Bundesliga     | 7          | 2          | 2     | 0     | —              | —              | 9      | 2      |
| 2020/21 | Feyenoord              | Eredivisie        | 2          | 0          | 0     | 0     | 0              | 0              | 2      | 0      |
| 2021/22 | → SV Sandhausen        | 2. Bundesliga     | 4          | 0          | 0     | 0     | —              | —              | 4      | 0      |
| 2021/22 | → FC Dordrecht         | Eerste divisie    | 16         | 4          | 0     | 0     | —              | —              | 16     | 4      |
| 2022/23 | → Dynamo Dresden       | 3. Liga           | 26         | 3          | 1     | 0     | —              | —              | 27     | 3      |
| 2023/24 | VfL Osnabrück          | 2. Bundesliga     | 30         | 4          | 1     | 0     | —              | —              | 31     | 4      |
| 2024/25 | Eintracht Braunschweig | 2. Bundesliga     | 0          | 0          | 0     | 0     | —              | —              | 0      | 0      |
| Totaal  | Totaal                 | Totaal            | 111        | 14         | 4     | 0     | 0              | 0              | 115    | 14     |

Bijgewerkt op 22 juli 2024.